# Guapira opposita
Guapira opposita är en underblomsväxtart som först beskrevs av Vell., och fick sitt nu gällande namn av Raulino Reitz. Guapira opposita ingår i släktet Guapira och familjen underblomsväxter. Utöver nominatformen finns också underarten G. o. warmingii.